# Судан на Чемпіонаті світу з водних видів спорту 2015
Судан взяв участь у Чемпіонаті світу з водних видів спорту 2015, який пройшов у Казані (Росія) від 24 липня до 9 серпня.

## Плавання на відкритій воді
Двоє спортсменів Судану кваліфікувалося на змагання з плавального марафону на відкритій воді.
| Спортсмен               | Дисципліна      | Час | Місце |
| ----------------------- | --------------- | --- | ----- |
| Ахмад Абдельрахман Адам | 5 км (чоловіки) | OTL | OTL   |
| Амгад Ельссаффлаве      | 5 км (чоловіки) | OTL | OTL   |

## Плавання
Суданські плавці виконали кваліфікаційні нормативи в дисциплінах, які наведено в таблиці (не більш як 2 плавці на одну дисципліну за часом нормативу A, і не більш як 1 плавець на одну дисципліну за часом нормативу B):
Чоловіки
| Спортсмен                 | Дисципліна          | Попередній заплив | Попередній заплив | Півфінал        | Півфінал        | Фінал           | Фінал           |
| Спортсмен                 | Дисципліна          | Час               | Місце             | Час             | Місце           | Час             | Місце           |
| ------------------------- | ------------------- | ----------------- | ----------------- | --------------- | --------------- | --------------- | --------------- |
| Абдельазіз Мохаммед Ахмед | 50 м вільним стилем | 27.88             | 105               | Завершив виступ | Завершив виступ | Завершив виступ | Завершив виступ |
| Абдельазіз Мохаммед Ахмед | 50 м батерфляєм     | 29.66             | 67                | Завершив виступ | Завершив виступ | Завершив виступ | Завершив виступ |
| Рамі Еліас                | 200 м на спині      | 2:19.53           | 37                | Завершив виступ | Завершив виступ | Завершив виступ | Завершив виступ |
| Рамі Еліас                | 200 м комплексом    | 2:20.94           | 46                | Завершив виступ | Завершив виступ | Завершив виступ | Завершив виступ |

Жінки
| Спортсменка   | Дисципліна          | Попередній заплив | Попередній заплив | Півфінал         | Півфінал         | Фінал            | Фінал            |
| Спортсменка   | Дисципліна          | Час               | Місце             | Час              | Місце            | Час              | Місце            |
| ------------- | ------------------- | ----------------- | ----------------- | ---------------- | ---------------- | ---------------- | ---------------- |
| Ханін Ібрагім | 50 м вільним стилем | 36.14             | 106               | Завершила виступ | Завершила виступ | Завершила виступ | Завершила виступ |